# David (okręg Neamț)
David – wieś w Rumunii, w okręgu Neamț, w gminie Văleni. W 2011 roku liczyła 89 mieszkańców.